# Festival international du film de Vancouver 2015
Le festival international du film de Vancouver 2015, la 34e édition du festival (34nd annual Vancouver International Film Festival ou VIFF), s'est tenu du 24 septembre au 9 octobre 2015.

## Palmarès
- Meilleur film canadien :
- Meilleur court métrage canadien :

- Women in Film + Television Artistic Merit Award :

Prix du public
- People’s Choice Award :
- VIFF Award du meilleur film canadien : Room de Lenny Abrahamson
- VIFF Award du meilleur documentaire :  Haida Gwaii : On the Edge of the World de Charles Wilkinson
- VIFF Award du meilleur documentaire international : Ingrid Bergman : In Her Own Words de Stig Björkman
- VIFF Award du meilleur film sur l'environnement :
- VIFF Award du meilleur premier film :